# Marquise Hill
 (février 2025).
Si vous disposez d'ouvrages ou d'articles de référence ou si vous connaissez des sites web de qualité traitant du thème abordé ici, merci de compléter l'article en donnant les références utiles à sa vérifiabilité et en les liant à la section « Notes et références ».
(en) Statistiques sur pro-football-reference
Marquise Hill (né le 7 août 1982 à La Nouvelle-Orléans en Louisiane et décédé le 28 mai 2007 dans le lac Pontchartrain, en Louisiane), est un sportif professionnel américain de football américain ayant joué pendant trois saisons au poste de defensive end dans la National Football League (NFL) pour la franchise des Patriots de la Nouvelle-Angleterre (2004-2006).
Avec les Patriots, il remporte 24 à 21 le Super Bowl XXXIX disputé le 6 février 2005 contre les Eagles de Philadelphie.

## Biographie

### Carrière Universitaire
Hill a joué au niveau universitaire au sein de la NCAA Division I FBS pour les Tigers de l'université d'État de Louisiane avec qui il remporte le titre national à l'issue de la saison 2003.

### Carrière professionnelle
Hill est sélectionné en 31e choix global lors du deuxième tour de la draft 2004 de la NFL par la franchise des Patriots de la Nouvelle-Angleterre. Il y reste  deux saisons et était à l'aube d'une carrière prometteuse lorsqu'il trouve la mort le 27 mai 2007 dans un accident de motomarine sur le lac Pontchartrain.

### Décès
Le 27 mai 2007, il fait du ski nautique avec une amie sur le Lac Pontchartrain situé au nord de La Nouvelle-Orléans. Les deux skieurs tombent à l'eau. La femme parvient à rejoindre un pylône où elle s'accroche avant d'être secourue. Hill est porté disparu. Son corps est retrouvé le 28 mai à environ 400 mètres du lieu de l'accident.